# Вугор (фільм)
«Вугор» (яп. うなぎ, Unagi) — японський фільм-драма 1997 року, поставлений режисером Сьохеєм Імамурою за романом Акіри Йошімури «Звільнений під чесне слово» (仮釈放, 1988). Світова прем'єра стрічки відбулася 12 травня 1997 року на 50-му Каннському міжнародному кінофестивалі, де вона здобула Золоту пальмову гілку (разом з фільмом «Смак вишні»). Фільм також отримав у 1998 році премію Кінема Дзюмпо як найкращий фільм року та низку інших фестивальних та професійних кінонагород .

## Сюжет
Скромний клерк Ямасіта, жив нормальним і спокійним життям: мав хорошу роботу і красиву дружину. Але одного разу він отримав листа, в якому якийсь «доброзичливець» повідомляв про те, що його дружина зраджує йому, як тільки він іде з дому на нічну риболовлю. Несподівано повернувшись додому, він убиває дружину великим кухонним ножем і в залитому кров'ю дощовику велосипедом їде здаватися поліції.
Через вісім років, вийшовши з в'язниці на поруки, Ямасіто поселяється в селі і відкриває перукарню. Він ні з ким не розмовляє, крім вугра, з яким він «подружився» у в'язниці. Одного разу він знаходить непритомну молоду жінку, яка намагалася покінчити з собою і яка нагадує його дружину. Вона починає працювати в його перукарні, але він не дозволяє їй зблизитися з собою.

## У ролях
| Кодзі Якусьо ···· Токура Ямасіта   |
| Міса Шіміцу ···· Кейко Хатторі     |
| Міцуко Байшо ···· Місако Накаджіма |
| Акіра Емото ···· Тамоцу Такасакі   |
| Фудзіо Токіта ···· Йіро Накалжіма  |
| Шо Айкава ···· Юджі Нозава         |
| Кен Кобаяші ···· Масакі Сайто      |
| Сабу Кавахара ···· Сейтаро Місато  |
| Томорово Тагуті ···· Ейджі Доджіма |

## Знімальна група
- Автор сценарію — Сьохей Імамура, Дайске Тенган, Мотофумі Томікава
- Режисер-постановник — Сьохей Імамура
- Продюсер — Хісо Іно, Юкіо Ніхіра
- Виконавчий продюсер — Кадзуйосі Окуяма
- Композитор — Шінітіро Ікебе
- Оператор — Шігеру Комацубара
- Монтаж — Хайме Окаясу
- Художник-постановник — Хісао Інагакі
- Декорації — Тошіхару Айда, Йосіо Ямада
- Звук — Кеніші Бенітані

## Визнання
| Нагороди та номінації фільму «Вугор» | Нагороди та номінації фільму «Вугор»     | Нагороди та номінації фільму «Вугор»                   | Нагороди та номінації фільму «Вугор»             | Нагороди та номінації фільму «Вугор» | Нагороди та номінації фільму «Вугор» |
| Рік                                  | Кінофестиваль/кінопремія                 | Категорія/нагорода                                     | Номінант                                         | Результат                            |                                      |
| ------------------------------------ | ---------------------------------------- | ------------------------------------------------------ | ------------------------------------------------ | ------------------------------------ | ------------------------------------ |
| 1997                                 | 50-й Каннський міжнародний кінофестиваль | Золота пальмова гілка (спільно з фільмом «Смак вишні») | Вугор                                            | Перемога                             |                                      |
| 1997                                 | Азійсько-Тихоокеанський кінофестиваль    | Найкращий режисер                                      | Сьохей Імамура                                   | Перемога                             |                                      |
| 1997                                 | Азійсько-Тихоокеанський кінофестиваль    | Найкращий актор                                        | Кодзі Якусьо                                     | Перемога                             |                                      |
| 1997                                 | Премія Kinema Junpo                      | Найкращий фільм                                        | Вугор                                            | Перемога                             |                                      |
| 1997                                 | Премія Kinema Junpo                      | Найкращий актор                                        | Кодзі Якусьо                                     | Перемога                             |                                      |
| 1997                                 | Премія Kinema Junpo                      | Найкраща акторка другого плану                         | Міцуко Байшо                                     | Перемога                             |                                      |
| 1998                                 | Премія Майніті                           | Найкращий режисер                                      | Сьохей Імамура                                   | Перемога                             |                                      |
| 1998                                 | Премія Майніті                           | Найкращий актор другого плану                          | Томорово Тагуті                                  | Перемога                             |                                      |
| 1998                                 | Премія Майніті                           | Найкраща акторка другого плану                         | Міцуко Байшо                                     | Перемога                             |                                      |
| 1998                                 | Премія «Блакитна стрічка»                | Найкращий актор                                        | Кодзі Якусьо                                     | Перемога                             |                                      |
| 1998                                 | Премія «Блакитна стрічка»                | Найкраща акторка другого плану                         | Міцуко Байшо                                     | Перемога                             |                                      |
| 1998                                 | Премія Японської академії                | Найкращий фільм                                        | Вугор                                            | Номінація                            |                                      |
| 1998                                 | Премія Японської академії                | Найкращий режисер                                      | Сьохей Імамура                                   | Перемога                             |                                      |
| 1998                                 | Премія Японської академії                | Найкращий актор                                        | Кодзі Якусьо                                     | Перемога                             |                                      |
| 1998                                 | Премія Японської академії                | Найкраща акторка                                       | Міса Шіміцу                                      | Номінація                            |                                      |
| 1998                                 | Премія Японської академії                | Найкраща акторка другого плану                         | Міцуко Байшо                                     | Перемога                             |                                      |
| 1998                                 | Премія Японської академії                | Найкращий актор другого плану                          | Акіра Емото                                      | Номінація                            |                                      |
| 1998                                 | Премія Японської академії                | Найкращий сценарій                                     | Сьохей Імамура, Дайске Тенган, Мотофумі Томікава | Номінація                            |                                      |
| 1998                                 | Премія Японської академії                | Найкращий оператор                                     | Сігеру Комацубара                                | Номінація                            |                                      |
| 1998                                 | Премія Японської академії                | Найкращий художник-постановник                         | Хісао Інагакі                                    | Номінація                            |                                      |
| 1998                                 | Премія Японської академії                | Найкраща музика до фільму                              | Шінітіро Ікебе                                   | Номінація                            |                                      |